# …de corazón
…de corazón är debutalbumet från den rumänska musikgruppen Mandinga. Albumet släpptes den 26 juni 2003. Det innehåller 11 låtar. Tre av låtarna är remixer av andra låtar från albumet.

## Låtlista
1. Doar cu tine
2. La Primavera
3. Dacă inima iți bate tare
4. Hai cu noi
5. Spune-mi
6. Mocheta
7. Visez
8. Solo con tigo
9. Visez (remix)
10. La Primavera (remix)
11. Spune-mi (remix)